# الضوء الشارد (مسلسل)
الضوء الشارد هو مسلسل مصري اجتماعي من إنتاج صوت القاهرة وإخراج مجدي أبو عميرة وبطولة ممدوح عبد العليم ويوسف شعبان ومنى زكي.

## شخصيات المسلسل
- ممدوح عبد العليم .. بدور "رفيع بك"
- محمد رياض .. بدور "فارس"
- منى زكي .. بدور "فرحة"
- يوسف شعبان .. بدور "وهبي"
- رانيا فريد شوقي .. بدور "نفيسة"
- سميحة أيوب .. بدور "الحاجة ونيسة"
- سمية الخشاب .. بدور "نجاه"
- رشوان توفيق .. بدور "الشيخ زهران"
- أحمد سلامة .. بدور "دكتور فيصل"
- سلوى خطاب .. بدور "العالمة رئيسة"
- جمال إسماعيل .. بدور "عم غزال"
- هادي الجيار .. بدور .. "صبري"
- سيد عبد الكريم .. بدور "النائب أبو قاسم"
- حنان سليمان..بدور "موزه"
- عثمان محمد على .. بدور "سلطان بك"
- أحمد الشافعي .. بدور "وصفي"
- محمد ناجي.. بدور "مرعي"
- سامي مغاوري .. بدور "دمراني"
- صفاء جلال .. بدور "بدور"
- إيهاب فهمي .. بدور " طارق "
- على قاعود .. بدور " داوود "
- طلعت زكريا
- أمين هاشم .. بدور "مرزوق"
- حسن صيام .. بدور "الطفل حمادة"
- جيلان
- عادل السماسيري .. بدور "مرسي"

## فريق العمل
- إخراج: مجدي أبو عميرة
- إنتاج: صوت القاهرة ، اتحاد الإذاعة والتليفزون المصري
- قصة وسيناريو وحوار: محمد صفاء عامر
- موسيقي تصويرية: ياسر عبد الرحمن
- مدير التصوير: محمود زهدي، محمد فوزي بك . حمدي يوسف، حسني صالح، محمود أبو سعود
- مدير الإنتاج: حمدي زين، مجدي نور
- مساعد إخراج: ناصر زيدان، شيرين عادل، محمود شال
- مدير الإضاءة: مأمون
- تصميم التتر: إيهاب إسماعيل
- تصميم الأزياء: نادية يوسف
- مهندس الديكور: نبيل سليم
- توزيع: قطاع الشئون المالية ووالاقتصادية اتحاد الإذاعة والتليفزيون